# موزه ملی مطبوعات ایران
موزه ملی مطبوعات ایران موزه‌ای است که در جنوب تهران قرار دارد. این موزه که نمایشگر تاریخ مطبوعات و نشریات ایران است داری اسناد تاریخی مهمی است که سابقه‌ای ۱۷۰ تا ۱۸۰ سال دارند. در این موزه ماشین‌های قدیمی صنعت چاپ، دست‌نویس‌های نخستین روزنامه نگاران، نسخه‌های قدیمی مطبوعات و نشریات، دوربین‌ها و لوازم عکاسی و چاپ عکس، عکس‌های قدیمی دربارهٔ روزنامه‌نگاری و همچنین لوگوها، سرلیست پیشگامان حوزه روزنامه‌نگاری کشور و ابزار و ادوات مربوط با موضوع روزنامه‌نگاری قرار گرفته است.
قدیمی‌ترین وسیله‌ای که در این موزه به معرض نمایش درآمده، دستگاه چاپی مربوط به دهه ۱۲۹۰ خورشیدی است که با حروف سربی کار می‌کرده است. اسناد این موزه علاوه بر نمایش برای مطالعه و پژوهش در اختیار علاقه‌مندان قرار می‌گیرد. موزه ملی مطبوعات ایران در یکی از خانه‌های تاریخی و قدیمی شهر تهران واقع در چهار راه مولوی قرار دارد. آثار موجود در این موزه از روزنامه‌های کیهان و اطلاعات، کتابخانه ملی، گنجینه شخصی اشخاص، کتابخانه آستان قدس و مؤسسه فرهنگی موزه‌ها جمع‌آوری شده است. همچنین نخستین‌های مطبوعات ایران اعم از روزنامه، وسایل ضبط و ثبت، چاپ در این موزه قابل مشاهده است. همچنین به گفته مسوولان وزارت ارشاد، موضوعاتی در خصوص تاریخ معاصر ایران نیز در این موزه جای دارد.